# Distretto di Maulvibazar
Il distretto di Maulvibazar (in bengalese মৌলভীবাজার জেলা, Maulvibazar Zila) è uno dei quattro distretti della divisione di Sylhet, nel Bangladesh meridionale.

## Suddivisioni
Il distretto si suddivide nei seguenti sottodistretti (upazila):
- Maulvibazar Sadar
- Barlekha
- Juri
- Kamalganj
- Kulaura
- Rajnagar
- Sreemangal